# 괴이괼구
괴이괼구(아제르바이잔어: Göygöl rayonu)는 아제르바이잔 북서부에 위치한 구로 행정 중심지는 괴이괼이며 면적은 1,030km2, 인구는 54,000명(2011년 기준)이다. 2008년 4월 25일 이전까지는 한라르구(Xanlar rayonu)라는 이름으로 알려지기도 했다.